# Long Island (Tasmanie)
Pour les articles homonymes, voir Long Island (homonymie).

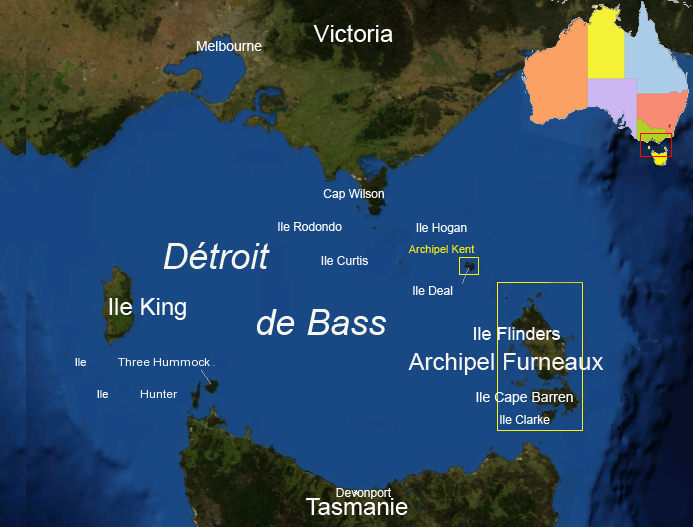
Détroit de Bass.

Long Island est une île située au large de la côte nord-ouest de l'île du Cap Barren, au nord-est de la Tasmanie.